# 渡り用人片桐弦一郎控
「渡り用人片桐弦一郎控」（わたりようにんかたぎりげんいちろうひかえ）は、光文社より刊行されている藤原緋沙子による時代小説シリーズ。

## 作品リスト
1. 白い霧 2006年8月20日発行 ISBN 978-4-334-74113-6
  - 雨のあと
  - こおろぎ
  - 白い霧
2. 桜雨 2007年2月20日発行 ISBN 978-4-334-74203-4
  - 鳴鳥狩
  - 蕗の杯
  - 桜雨
3. 密命 2010年1月20日発行 ISBN 978-4-334-74718-3
  - 手鞠
  - 密命
  - 初雪
4. すみだ川 2012年6月20日発行 ISBN 978-4-334-76424-1
  - すみだ川
  - 楠の下

## あらすじ
安芸津藩江戸藩邸詰めの藩士だった片桐弦一郎は、藩のお取りつぶしにより浪人となり、神田の裏長屋で暮らしている。突然の改易でこの世の無情、悲哀を知った弦一郎は、雇われの「渡り用人」として、苦しい内情ながらも体面だけは重んじる武家の立て直しのため尽力しながら、市井の人々のもつれた事件を人情味豊かに始末していく。
1. 白い霧
弦一郎は、口入れ屋の万年屋金之助から、旗本500石、内藤家の臨時用人の仕事をしてくれるよう頼まれる。内藤家の嫡男辰之助は、父母に必要とされていないと思い込んで非行に走り、恋慕していた元女中、美布の行方を探って、あちこちに借金を重ねていて、おきんという取立屋の女が、門前で大騒ぎをするような有様だった。弦一郎は、内藤家の家政を立て直しつつ、おきんを巡る事件、前の内藤家用人が死亡した事件に巻き込まれていく。
2. 桜雨
弦一郎は、2人の浪人が旅姿の町人を襲う現場に遭遇し、それを制止した。そして、失敗をとがめられて仲間に斬られた浪人の1人を長屋に連れ帰って看病する。ところが、信濃出身だと語ったその浪人、杉戸左馬助は、長屋を出て行った2日後に死体で発見された。左馬助はお世継ぎ問題に絡む政争の犠牲になったらしい。左馬助を殺した犯人を捕らえた弦一郎は、信濃飯坂藩の元執政、千坂兵庫の依頼で国元の様子を探るべく、飯坂に旅立っていった。
3. 密命
弦一郎の渡り用人仲間である但馬佐兵衛が、何者かに殺された。そして、佐兵衛が、能勢家当主の命で借り受けた金も奪われてしまう。弦一郎は犯人捜しを開始したが、この事件の背後には、但馬家を巻き込んだ思いもかけない事実が隠されていた。
4. すみだ川
弦一郎は、舟から川に落ちた小娘を、水に飛び込んで救出した。それが噂となり、伊予小栗藩から仕事が舞い込む。それは、将軍も上覧する水練競技に参加する者たちの指南役だった。選手たちの目を覆うばかりのひどい有様に苦悩する弦一郎だったが、これをきっかけとして、小栗藩の存在を揺るがす一大騒動に巻き込まれることとなる。

## 登場人物

### 主人公
片桐 弦一郎（かたぎり げんいちろう）
30歳ほどの浪人。元は安芸津藩5万石で150石を賜る御小姓組だったが、結婚して間もなく、江戸上屋敷詰めの御留守居役見習いに抜擢された。ところがその1年後、次期藩主の座を巡るお家騒動が勃発し、幕府の知れるところとなって藩が改易になり、弦一郎は浪人となる。その際、国元に残してきた妻と義父が幕府の処置に抗議して自害した。
1年後、藤堂和泉守上屋敷の西側にある、神田松永町の裏店に住み、筆耕の仕事を請け負いながらようやく食をつないでいた弦一郎は、旗本500石の渡り用人（臨時の用人）の仕事を紹介された。その仕事で信用を得た弦一郎は、その後もたびたび渡り用人の仕事を紹介されるようになる。
国元で、小野派一刀流の流れを汲むと言われる、無心流道場垣原常十郎に師事して目録を受けたほどの剣の腕前。

### 主要登場人物
おゆき
神田松永町の材木問屋「武蔵屋」主人、利兵衛の一人娘。一度深川の大きな油屋に嫁いだが、夫は結婚前から女を囲っており、わずか1年で離縁となって実家に戻ってきた。豪商の娘であることを鼻にかけることもなく、亡くなった母親に代わって家の中を仕切り、長屋の中にも気楽に出入りする。
弦一郎のことを慕っており、折々にその思いを表に出してくるが、弦一郎も悪い気はしていない。
政五郎（まさごろう）
落としの鬼政とあだ名される岡っ引。
縄張りの「武蔵屋」で居直り強盗事件が発生して、弦一郎が犯人を取り押さえた後、政五郎が縄をかけたことで知り合った。その後、母親のお歌が店で転んで骨折した際、弦一郎が医者を呼んで手当てをしたこともあって、親子して弦一郎を慕い、何かあると手助けをしてくれる。
妻が家を出ていって以来、盆栽が心の慰め。前妻の行く末を見届けてからでなければ再婚しないと決めている。
お歌
弦一郎がよく利用する、煮売り屋「千成屋」（せんなりや）の女将で、政五郎の母。50歳過ぎ。夫を早くに亡くし、政五郎を女手一つで育て上げた。歯に衣着せぬ物言いをするやり手のため、嫁とは折り合いが悪く、つかみ合いの大喧嘩をして追い出したと長屋で噂されている。
おきん
借金の証文を買い取って取り立てを行なう、いわゆる青茶婆で、自分でも金貸しをしている。50歳前後。内藤家の借金取り立てをしていた時、臨時の用人になった弦一郎と出会った。
酒癖・女癖の悪かった夫の儀三を叩き出した後、人から後ろ指を指されるような取立屋の仕事をしながら、女手一つで2人の子を育て上げた。仕事柄、人々からさげすまれてはいるが、実は本当に暮らしが大変な人には催促をしない人情家。しかし、その仕事を恥じた息子の兵七と娘のおわかはおきんを疎み、それぞれ奉公に出たきり藪入りにも帰ってこなかった。現在は、馬喰町1丁目にある仕舞屋に、四国犬のおとらと共に住んでいる。
弦一郎に借金相手の陰謀から守ってもらい、子どもたちとの仲も取り持ってもらったことから、内藤家の借金を棒引きにしてくれた。その後も人助けのための金を無利子で貸してくれるなど、弦一郎に何かと世話を焼くようになった。
万年屋 金之助（まんねんや きんのすけ）
武家の屋敷に人を紹介している、日本橋本石町にある口入れ屋の主人。弦一郎に内藤家での仕事を紹介して以来、たびたび渡り用人の仕事を回してくる。

### 安芸津藩
文絵（ふみえ）
弦一郎の妻。藩の改易の際、実父と共に自害して果てた。
笹間 十郎兵衛（ささま じゅうろうべえ）
文絵の父、弦一郎の義父。藩の執政だった。藩主の倉田右京太夫信政が病の床についたとき、藩主と正室の間には姫が一人いただけだったため、次期藩主の座を巡って藩内に争いが起こったが、十郎兵衛はその争いに深く関わっていた。藩が取りつぶされたとき、厳しい幕府の裁断に抗議するため、一族郎党を集めて全員で自害した。
龍野（たつの）
弦一郎の母。今も国元にいる。妻と義父の死を弦一郎に手紙で知らせてきた際、弦一郎も騒動に関与していたのではないかと疑われる恐れがあるから、今こちらに戻ってきてはならないと強い調子で諫めた。
楠田 織之助（くすだ おりのすけ）
安芸津藩の納戸役で、弦一郎と共に上屋敷に出仕していた。弦一郎が小栗藩の水練指南をしていた時に再会する。深川佐賀町の蔵の見廻りをして生活している。
仲間たちと、藩の再興を画策している。
由井賀 外記（ゆいが げき）
家老。藩士たちに藩主の死亡と藩の改易を報告した。
松姫（まつひめ）／清蓮院（せいれんいん）
藩主正室の娘。藩主が亡くなってお家断絶となった後、髪を下ろして菩提寺である要法寺に入った。
菊千代（きくちよ）／倉田 信芳（くらた のぶよし）
藩主側室の息子。改易の時は12歳だった。隣藩富岡藩にお預かりの身。15歳になって元服し、名を信芳と改めた。

### その他
武蔵屋 利兵衛（むさしや りへえ）
材木問屋の主人で、おゆきの父。神田松永町一帯の地主家持ちで、弦一郎の長屋も武蔵屋の持ち物で、武蔵屋のちょうど裏手に建っている。
幸太郎（こうたろう）
「武蔵屋」の跡取り息子で、おゆきの兄。まだ妻帯しておらず、おとなしい性格。
大和屋（やまとや）
通油町の古本屋。弦一郎に筆耕の仕事を回してくれている。
詫間 晋助（たくま しんすけ）
政五郎が手札をもらっている、北町奉行所同心。30代半ばで、柔和な顔立ちをしている。
勘次（かんじ）
政五郎が使っている3人の下っ引（手下）の1人。通常は植木職人として働いている。